# Mirosław Gradinarow
Mirosław Gradinarow (ur. 10 lutego 1985 w Dobriczu) – bułgarski siatkarz, grający na pozycji przyjmującego, reprezentant Bułgarii. 

## Sukcesy klubowe
Puchar Rumunii:
- 2017

Liga rumuńska:
- 2019
- 2017

Puchar Portugalii:
- 2018

Liga portugalska:
- 2018

Liga bułgarska:
- 2020
- 2021, 2022[3]

Superpuchar Bułgarii:
- 2020

Puchar Bułgarii:
- 2021

## Sukcesy reprezentacyjne
Memoriał Huberta Jerzego Wagnera:
- 2016
- 2014